# Grand Amakihi
Viridonia sagittirostris
Genre
Espèce
Statut de conservation UICN

 EX  : Éteint
Le Grand Amakihi (Viridonia sagittirostris) est une espèce aujourd'hui disparue de passereaux endémique d'Hawaï. Il n'était connu que d'une forêt qui fut défrichée pour permettre la culture de la canne à sucre. Découvert en 1892, il a été observé pour la dernière fois en 1901.

## Morphologie
Le Grand Amakihi était le plus grand des amakihis récents. C'était un oiseau ailé brunâtre avec un corps jaune se terminant par une queue dentelée et un bec pointu bleu-noir. Il mesurait 15 centimètres de long et avait des pattes brun noirâtre. Le mâle et la femelle étaient semblables.
La principale différence entre lui et son parent, le Amakihi d'Hawaï, était la taille plus modeste (10 centimètres) de ce dernier.

## Comportement

### Alimentation
Il se nourrissait principalement de sauterelles du genre Panatrigonidium, de coléoptères, de chenilles et d'araignées. Il picorait sa nourriture dans les crevasses de l'écorce de l'arbre o'hia lehua, sur les feuilles de plante hawaïenne 'ie'ie (Freycinetia arborea) ou dans les feuilles des fougères. On pense l'avoir vu boire le nectar des arbres o'hia lehua.

### Cri
Le cri d'appel du Grand Amakihi était un gazouillis haut, clair et répétitif. 

## Répartition et habitat

### Répartition
Le Grand Amakihi se trouvait uniquement sur une zone restreinte de l'île d'Hawaï.

### Habitat
Le Grand Amakihi vivait dans une petite parcelle de forêt tropicale située entre 600 et 1200 mètres d'altitude, au nord-est de l'île d'Hawaï, de part et d'autre de la rivière Wailuku. 

## Le Grand Amakihi et l'homme

### Extinction
Il n'a été découvert que dans le dernier quart du XIXe siècle par Henry Palmer, un naturaliste au service de Lionel Walter Rotschild, qui l'a recueilli dans les îles entre 1890 et 1893. Il était apparemment inconnu des autochtones. On pense qu'il s'est éteint llorsque la terre sur laquelle il vivait a été transformée en plantation de canne à sucre. Après le défrichage des terres autour de Hilo en 1901, l'oiseau n'a plus jamais été repéré. De manière un peu ironique, les plantations à grande échelle comme celle établie sur le territoire du Grand amakihi ont finalement été abandonnées. L'espèce ne semble pas avoir été très répandue et a été rarement vue.